# 찰스 퍼햄
찰스 폭스 퍼햄(영어: Charles Fox Parham, 1873년 6월 4일 ~ 1929년 7월 29일)은 미국의 목사 겸 복음주의 전도자였다. 윌리엄 시모어와 함께 퍼햄은 오순절운동 교파 조기 확산의 두 중심 인물 중 하나였다. 성령 운동과 증거 방언의 오순절교회 특유의 독특한 교리를 명확하게 하고, 운동을 확장하는 최초의 설교자였다.

## 같이 보기
- 성결운동
- 감리교
- 개신교